# Гетто в Гостынине
Гетто в Гостынине — еврейское гетто, созданное нацистами в период оккупации Польши во время Второй мировой войны в городе Гостынин. Существовало с сентября 1940 года по 17 апреля 1942 года.

## История
Нацисты оккупировали Гостынин в первые дни Второй мировой войны. Практически сразу началось преследование еврейского населения города. В 1939 году в Йом-кипур оккупанты согнали евреев церковь на рыночный площади и держали их там три дня. Затем нацисты сожгли местную синагогу. Позже евреев обязали носить желтые звёзды на одежде, запретили ходить по тротуарам и стали сгонять на принудительные работы. 27 ноября 1939 года четыре видных деятеля еврейской общины Гостынина были расстреляны нацистами. Оккупанты разграбили еврейские магазины и регулярно накладывали большие денежные штрафы на общину. Когда у неё не осталось денег на выплату нацистам, последние приказали обратиться к евреям из Гостынина, проживающим в Варшаве. Таким образом местной еврейской общине удалось получить 5000 марок и отдать их оккупантам. Летом 1949 года в Гостынине проживало 2250 евреев, среди них порядка 650 беженцев из соседних населённых пунктов.

## Гетто
Гетто в Гостынине нацисты организовали в сентябре 1940 года, в северо-западной части города, рядом с рекой Скрва на учицах Яна Павла II, Замковой, С. Вышинского и Теральной. Изначально гетто было открытым. Его узники могли работать для поляков и покидать пределы города, чтобы покупать еду у крестьян. Население гетто составляло около 3000 человек.
Оккупанты задействовали в принудительных работах на вермахт, а также на немецкие компании и мужчин, и женщин, и детей от десяти лет. Летом 1941 году нацисты объявили гетто в Гостынине «закрытым» и обнесли оградой из колючей проволоки. На территории гетто действовал юденрат, отвечавший за распределение еды между узниками, а также еврейская полиция, которая следила за порядком на огороженной территории. Отправка евреев в исправительно-трудовые лагеря стала систематической. Так, например, в августе 1941 года из Гостынина в лагерь в Яниково была доставлена группа молодых людей. В итоге таких отправок в гетто остались в основном старики, женщины с детьми и больные.

## Ликвидация гетто
Гетто в Гостынине было ликвидировано нацистами 16—17 апреля 1942 года. Оставшиеся узники были оправлены в лагерь смерти в Хелмно.